# Системы терминов родства
Системы терминов родства — исторически обусловленные системы терминов кровного родства и свойства́ (родства по браку).

## История изучения
Первые исследования систем родства принадлежат американскому этнологу Льюису Генри Моргану (1818—1881). Морган исследовал системы родства ирокезов, оджибве и некоторых других коренных народов Северной Америки. Он первым сформулировал идею о том, что в каждой системе терминов родства учитывается определенный набор различительных признаков: поколение, которому принадлежит родственник, его пол и т. д. В основе любой системы родства лежит представление о биологическом (кровном) родстве или родстве по браку, однако различные системы родства значительно разнятся между собой. Морган предложил разделять классификационные и дескриптивные системы родства.
В дескриптивных системах родства каждый новый родственник обозначается либо отдельным термином, либо описательно через сочетание уже известных терминов: «сестра матери золовки», «жена племянника», «муж сестры бабушки».
В классификационных системах термин родства обозначает не конкретного родственника, а класс родственников. Каждый человек, входящий в некоторый класс, имеет точно такое же отношение к определенному индивиду, что и другие члены этого класса. Например, в класс «брат» могут входить все родственники мужского пола одного поколения с EGO, которые в европейских системах родства делятся по степеням родства — родные, двоюродные, троюродные братья и сестры и т. п.
Как указывал позднее Альфред Крёбер, реальные системы не укладываются в типы, выделенные Морганом. В европейских системах родства есть классификационные термины. Таковы русские термины выше дядя и тетя, обозначающие не только родственников с материнской и отцовской стороны, но и свойственников поколения родителей; таковы же бабушка и дедушка — каждый из этих терминов указывает на двух разных людей (родственников со стороны отца и матери).

## Четырёхчастная типология систем терминов родства
В 20-х гг. XX в. учёные Р. Лоуи, У. Риверс, А. Крёбер разработали четырёхчленную типологию системы родства, основанную на трактовке боковых линий в поколении родителей.
1. боковые линии полностью включены в прямую линию родства;
2. боковые линии различаются по отцовской и материнской линиям, при этом одна из них включается в прямую линию;
3. боковые линии различаются между собой и отличаются от основной линии;
4. боковые линии отличаются от основной, но не различаются между собой.

| система родства             | «ОТЕЦ» | «БРАТ ОТЦА» | «БРАТ МАТЕРИ» |
| --------------------------- | ------ | ----------- | ------------- |
| Генерационная               | A      | A           | A             |
| Бифуркативно-сливающая      | A      | A           | B             |
| Бифуркативно-коллатеральная | A      | B           | C             |
| Линейная                    | A      | B           | B             |

### Различительные признаки систем терминов родства
Альфред Крёбер, изучив собранный этнологами материал, установил, что в различных системах терминов родства могут учитываться следующие различительные признаки: (Kroeber 1971 [1909]):
1. Поколение. Различаются: дед и отец, отец и EGO , EGO и его сын, в боковом родстве — дядя и племянник.
2. Прямое и боковое родство. Различаются: отец и брат отца, родные братья и двоюродные, а также их потомки.
3. Относительный возраст внутри одного поколения. Различаются старший брат и младший брат, старшая сестра и младшая сестра, старший брат отца (старший дядя) и младший брат отца (младший дядя).
4. Пол родственника. Различаются брат и сестра, дядя и тетя, кузен и кузина, сын и дочь.
5. Пол EGO. Родственники женщины называются иначе, чем соответствующие родственники мужчины.
6. Пол человека, через которого устанавливается родство. Различаются родственники по мужской линии (со стороны отца) и родственники по женской линии (со стороны матери).
7. Различение родства и свойства (родства по браку).
8. Иные различительные признаки. Указание на то, жив ли данный родственник, к какой возрастной группе он принадлежит и т. п.

## Типы систем терминов родства

Типы систем терминов родства

В этнологии все существующие системы терминов родства подразделяются на шесть основных типов: эскимосский, гавайский, ирокезский, кроу, омаха и суданский. В основу этой классификации положена терминологическая трактовка сиблингов (братьев и сестёр) родителей, а также родных и боковых родственников одного поколения с EGO (родные и двоюродные братья и сёстры).
Гавайский тип — наиболее простая, преимущественно классификационная система. Различается только поколение и пол родственника. EGO называет всех женщин поколения родителей «мать», а всех мужчин этого поколения — «отец». В поколении EGO все родственники объединяются общим «сиблинг» (или «брат» и «сестра»).
Ирокезский тип — смешанные бифуркативные системы, сочетающие классификационные и дескриптивные термины. Помимо указания на поколение и пол родственника, в поколении родителей особое наименование получают только сиблинги пола, противоположного полу родителя. Сестра матери будет называться «мать», а брат отца — «отец», но брат матери («дядя») и сестра отца («тётя») именуются особыми терминами. Параллельные кузены (ортокузены) считаются братьями и сестрами и приравниваются к родным сиблингам, а дети «тёти» и «дяди» (кросскузены) считаются более далекими родственниками.
Типы Кроу и Омаха сходны, являясь как бы зеркальным отражением друг друга. Тип Кроу характеризуется матрилинейным счётом родства, Омаха — патрилинейным. В обоих типах «мать» и «сестра матери» объединены одним термином, также как «отец» и «брат отца». «Брат матери» и «сестра отца» обозначаются каждый своим особым термином («дядя» и «тётя»). Орто-кузены считаются родными братьями и сёстрами, а кросс-кузены — более далёкими родственниками. Типы различаются трактовкой кросс-кузенов.
В системах родства типа Кроу кузены, дети брата матери, обозначаются особым термином (условно «кузен» и «кузина»).Сын сестры отца именуется «отец», дочь сестры отца — тем же термином, что и её мать (условно «тётя»). Таким образом, эти родственники, принадлежащие поколению EGO, терминологически объединены со старшими родственниками.
В системах типа Омаха особое название имеют кросс-кузены, дети сестры отца. Дети брата матери объединяются со старшими родственниками — сын брата матери зовется также как и его отец («дядя»), а дочь брата матери именуется «мать».
Эскимосский тип объединяет линейные системы терминов родства. Не делается различия между родственниками по отцовской и материнской линии. Счёт родства — билинейный. Различаются поколение, пол родственника, прямое и боковое родство. Братья и сёстры родителей различаются только по полу («тётя», «дядя»), их дети называются одним термином («двоюродные»).
Суданский тип — наиболее сложные системы преимущественно дескриптивных терминов родства. Эти системы предполагают особые названия для каждого родственника в зависимости от его пола, типа связи с EGO и степени удалённости от EGO. Отец, брат отца и брат матери имеют каждый своё наименование. Для кузенов различных степеней родства, принадлежащих различным наследственным линиям, существует восемь разных терминов.